# 庫普欽齊 (伊林齊區)
49°1′54″N 29°28′45″E / 49.03167°N 29.47917°E
庫普欽齊（烏克蘭語：Купчинці），是烏克蘭西南部的村落，隸屬文尼察州的海辛區。該村處於科托維河畔，始建於1550年，面積3.15平方公里，海拔高度209米，2001年人口642。